# 若里仮乗降場

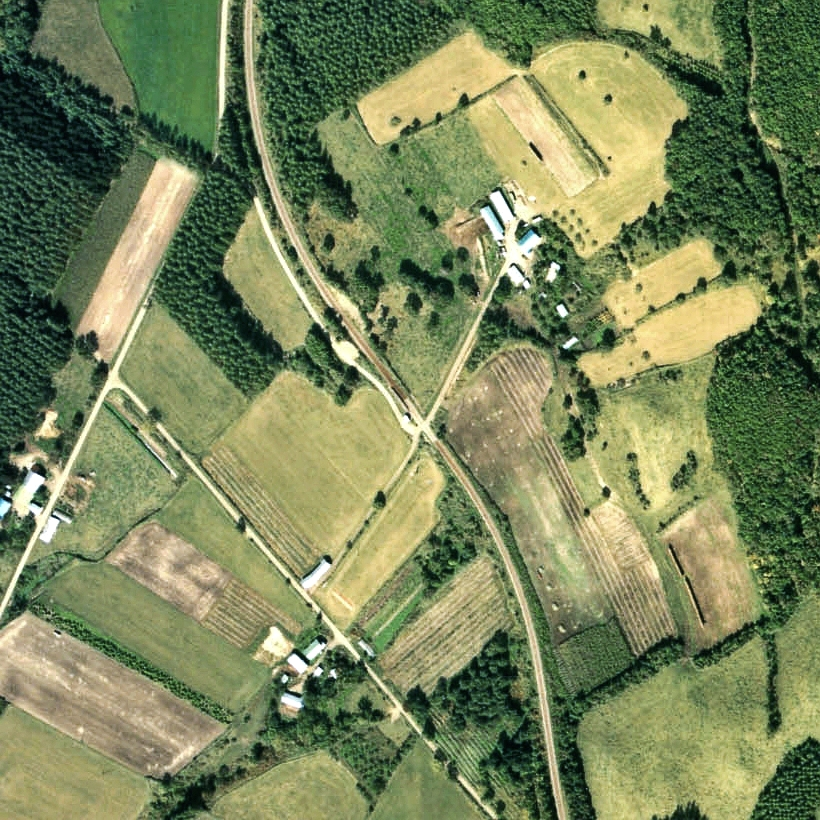
1977年の若里仮乗降場と周囲約500m範囲。下が網走方面。若里地区の中心から少し山間に入ったところにある。

若里仮乗降場（わかさとかりじょうこうじょう）は、北海道（網走支庁）常呂郡佐呂間町字若里にかつて設置されていた、日本国有鉄道（国鉄）湧網線の仮乗降場（廃駅）である。湧網線の廃線に伴い、1987年（昭和62年）3月20日に廃駅となった。
一部の普通列車は通過した（1986年（昭和61年）3月3日改正時点で、下り1本）。

## 歴史
- 1955年（昭和30年）12月25日 - 日本国有鉄道湧網線の若里仮乗降場（局設定）として開業[1]。
- 1987年（昭和62年）3月20日 - 湧網線の全線廃止に伴い、営業を停止し、廃駅となる[1]。

## 駅構造
廃止時点で、単式ホーム1面1線を有する地上駅であった。ホームは、線路の西側（網走方面に向かって右手側）に存在した。転轍機を持たない棒線駅となっていた。
廃止時まで仮乗降場であり、無人駅となっていた。駅舎は無かったが、ホーム南側入口附近に待合所を有していた。ホームは網走方にスロープを有し、駅施設外に連絡していた。待合所に掲げられていた駅銘板には、「若里乗降場」と表記されていた。

## 駅名の由来
当駅が所在した地名より。地名は、かつてサロマ湖畔が「若里浜」と呼ばれていたことに由来する。「若里」とは、いつまでも若々しいという願望から付けられた名と考えられる。

## 駅周辺
- 床丹川[6]
- 佐呂間町ふれあいバス（フリー乗降区間につき停留所はなし）

## 駅跡
2011年（平成23年）時点では線路跡がはっきりと残存しているが、駅施設があった場所は熊笹が生い茂っている。

## 隣の駅
日本国有鉄道
湧網線 
床丹駅 - 若里仮乗降場 - 佐呂間駅